# شرکت تولیدی و نیروگاه برق آبی آبشار نیاگارا
شرکت تولیدی و نیروگاه برق آبی آبشار نیاگارا (انگلیسی: Niagara Falls Hydraulic Power and Manufacturing Company) شرکتی آمریکایی بود که بود که در نیاگارا فالز، نیویورک پایه‌گذاری شد که آن نخستین شرکت تولید نیروی برق آبی از آبشار نیاگارا بود و در سال ۱۸۸۳ به بهره‌برداری رسید.